# عالی قاپو (انگوت)
عالی قاپو، روستایی در دهستان دره‌رود شمالی بخش دره‌رود شهرستان انگوت در استان اردبیل ایران است.

## جمعیت
بر پایه سرشماری عمومی نفوس و مسکن در سال ۱۳۹۵، جمعیت این روستا برابر با ۱۱۹ نفر (۲۶ خانوار) بوده‌است.